# Kinshasa
Kinshasa, före 1966 Léopoldville, är huvudstad i Kongo-Kinshasa (Demokratiska republiken Kongo), med status som provins. Med sina 17 miljoner invånare (2024) är Kinshasa en av de folkrikaste städerna i Afrika. Kinshasa ligger på södra sidan av Kongofloden, 515 km nordöst om flodens mynning, mitt emot Brazzaville som är synligt tvärs över floden.

## Historia

### Fram till tidigt 1900-tal
Staden grundades 1881 av Henry Morton Stanley som handelsstation. Under den belgiska kolonialtiden hette staden Léopoldville efter den belgiske kung Léopold II. Den växte fram ur två byar på södra sidan av Kongofloden, Kinshasa och Kintambo.
1898 färdigställdes en järnvägslinje till kuststaden Matadi, vilket ledde till att staden snabbt växte. Stadens utveckling ökade kraftigt efter det att den 1923 blev huvudstad för Belgiska Kongo. Tidigare var Boma territoriets huvudstad.

### Senare kolonialtiden
Vid mitten av 1930-talet hade Léopoldville cirka 40 000 invånare, däribland ungefär 2 500 européer. 1945 uppskattades befolkningen till 100 000 personer. Fram till början av 1950-talet ökade invånarantalet till 250 000, däribland 15 000 européer; dessutom inrättades stadens första universitet. Före landets självständighet var Léopoldville delat i en sektion för afrikaner och en sektion för européer. Efter klockan 9 på kvällen behövdes myndigheternas tillstånd för att beträda den andra delen. Omkring 1950 byggdes i staden Centralafrikas största stadion med plats för 70 000 åskådare.

### Som huvudstad
1960 var Léopoldville med cirka 400 000 invånare den största staden i Centralafrika, och den övertogs som huvudstad av den självständiga staten Kongo. Efter Mobutu Sese Sekos maktövertagande 1966 ändrades stadens namn till Kinshasa efter namnet på en tidigare by inom stadens territorium.
I september 1996 började Laurent-Désiré Kabila ett uppror i landets östra delar som fick militärt stöd av Rwanda och Uganda. Kabilas intåg i Kinshasa skedde den 16 maj 1997, och den sjuka och internationellt isolerade Mobutu hade inte mycket att sätta emot. Den 29 maj samma år förklarade sig Kabila som landets president.
Kinshasa har även senare varit föremål för politiska oroligheter kopplade till stadens roll som centrum i landet. Våren 2024 avstyrdes ett försök till statskupp riktad mot parlamentets tidigare talman Vital Kamerhe. Kuppförsöket leddes av oppositionsledaren Christian Malanga.

## Geografi

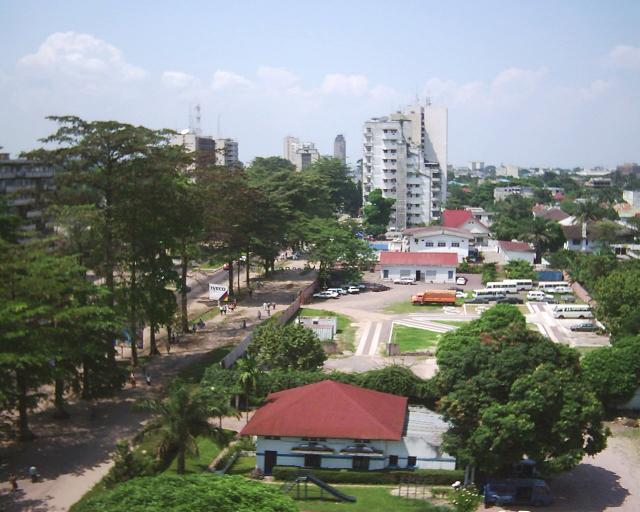
Gombe-området, Kinshasa.

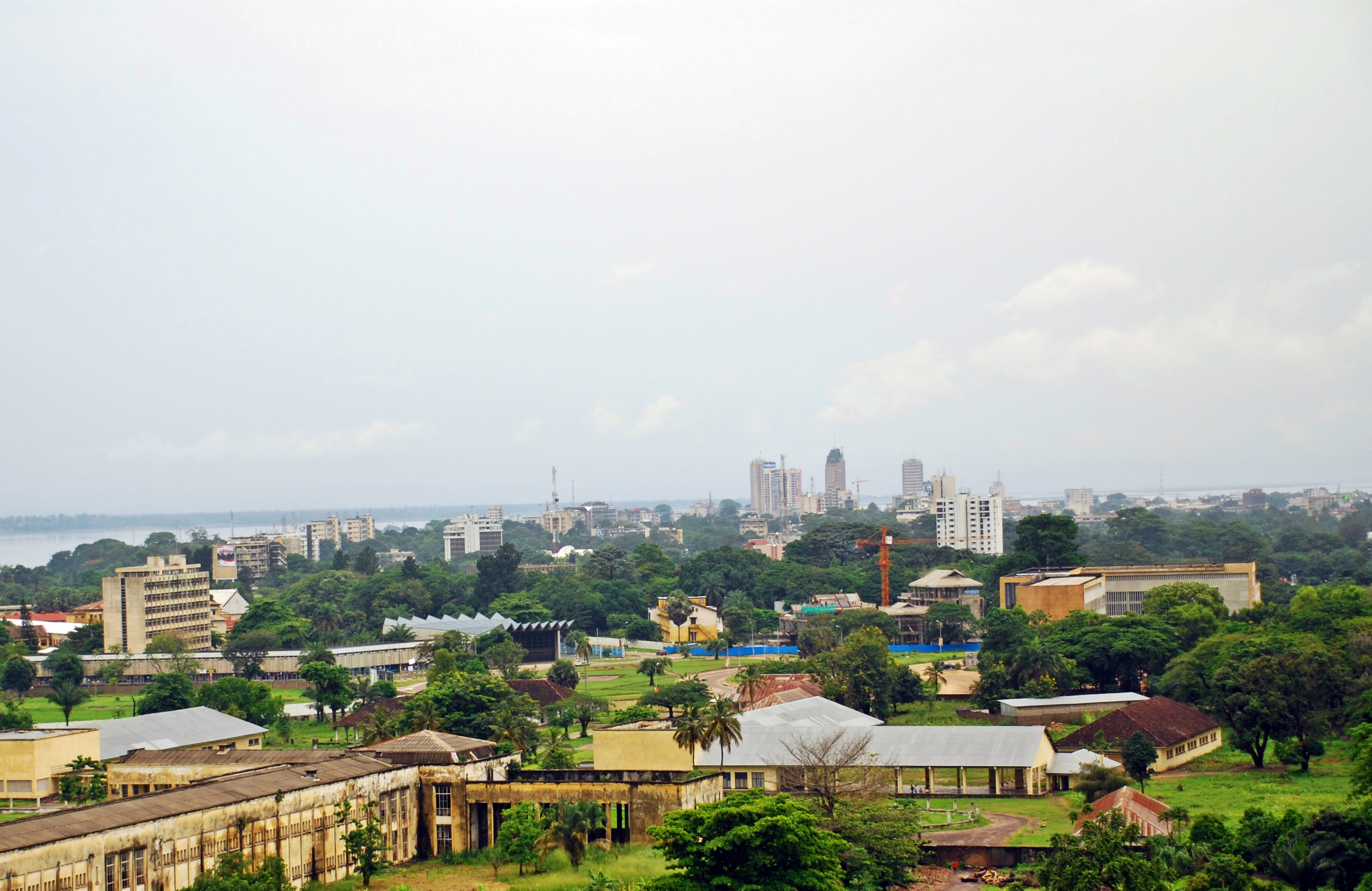
Kinshasa med Kongofloden i bakgrunden.

Kinshasa är en stad som kännetecknas av stora kontraster. I staden finns det lyxiga bostadskvarter, affärsområden och flera universitet, men också stora och snabbt växande kåkstäder. Staden är belägen vid Kongoflodens södra strand, och direkt på andra sidan ligger Brazzaville, huvudstad i Kongo-Brazzaville.
Större stadsområden är Cité de l'OUA, säte för Kongo-Kinshasas regering, Zone de Matonge, internationellt känt för sitt nattliv (även i Bryssel finns ett område med samma namn) och bostadsområdet Gombe. Kinshasa har en stor flodhamn med färjor till Brazzaville och Bangui, järnvägsförbindelse med Matadi och flygplatsen N'Djili. 
Noterbara landmärken i staden är SOZACOM Building och Hotel Memling-skyskraporna, den centrala marknaden, Kinshasas museum och Kinshasas konsthögskola. Stadens områden binds samman av gatan Boulevard du 30 Juin.
Nära Kinshasa finns även ett kärnforskningscentrum byggt på 1960-talet.

### Administrativ indelning
Staden är delad i 24 stadskommuner (communes):
| - Bandalungwa - Barumbu - Bumbu - Gombe - Kalamu - Kasa-Vubu - Kimbanseke - Kinshasa - Kintambo - Kisenso - Lemba - Limete | - Lingwala - Makala - Maluku - Masina - Matete - Mont-Ngafula - Ndjili - Ngaba - Ngaliema - Ngiri-Ngiri - Nsele - Selembao |

### Klimat
Kinshasa ligger i den tropiska klimatzonen. Den årliga medeltemperaturen är 25,3 grader Celsius och medelnederbörden 1 378 millimeter.
De hetaste månaderna är mars och april med genomsnittligt 26,7 grader Celsius, den kyligaste månaden är juli med en medeltemperatur på 22,0 grader Celsius.
Regntiden infaller mellan oktober och maj. Den största nederbördsmängden faller i november med genomsnittligt 236 millimeter. Mellan juni och augusti faller bara en till fem millimeter nederbörd i snitt.
|                                            | Jan | Feb | Mar | Apr | Maj | Jun | Jul | Aug | Sep | Okt | Nov | Dec |
| ------------------------------------------ | --- | --- | --- | --- | --- | --- | --- | --- | --- | --- | --- | --- |
| Normaldygnets maximitemperaturs medelvärde | 31  | 31  | 32  | 32  | 31  | 29  | 27  | 29  | 31  | 31  | 31  | 30  |
| Normaldygnets minimitemperaturs medelvärde | 21  | 22  | 22  | 22  | 22  | 19  | 18  | 18  | 20  | 21  | 22  | 21  |
|                                            |     |     |     |     |     |     |     |     |     |     |     |     |
| Nederbörd                                  | 135 | 145 | 196 | 196 | 159 | 8   | 3   | 3   | 30  | 119 | 222 | 142 |

| Diagram | temperaturer i °C • månadsnederbörd i mm • Källa: WMO: BBC Weather, 18 augusti 2008 | temperaturer i °C • månadsnederbörd i mm • Källa: WMO: BBC Weather, 18 augusti 2008 | temperaturer i °C • månadsnederbörd i mm • Källa: WMO: BBC Weather, 18 augusti 2008 | temperaturer i °C • månadsnederbörd i mm • Källa: WMO: BBC Weather, 18 augusti 2008 | temperaturer i °C • månadsnederbörd i mm • Källa: WMO: BBC Weather, 18 augusti 2008 | temperaturer i °C • månadsnederbörd i mm • Källa: WMO: BBC Weather, 18 augusti 2008 | temperaturer i °C • månadsnederbörd i mm • Källa: WMO: BBC Weather, 18 augusti 2008 | temperaturer i °C • månadsnederbörd i mm • Källa: WMO: BBC Weather, 18 augusti 2008 | temperaturer i °C • månadsnederbörd i mm • Källa: WMO: BBC Weather, 18 augusti 2008 | temperaturer i °C • månadsnederbörd i mm • Källa: WMO: BBC Weather, 18 augusti 2008 | temperaturer i °C • månadsnederbörd i mm • Källa: WMO: BBC Weather, 18 augusti 2008 | temperaturer i °C • månadsnederbörd i mm • Källa: WMO: BBC Weather, 18 augusti 2008 |
|         | 135 31 21                                                                           | 145 31 22                                                                           | 196 32 22                                                                           | 196 32 22                                                                           | 159 31 22                                                                           | 8 29 19                                                                             | 3 27 18                                                                             | 3 29 18                                                                             | 30 31 20                                                                            | 119 31 21                                                                           | 222 31 22                                                                           | 142 30 21                                                                           |

## Styre och politik
Kinshasa är Kongo-Kinshasas huvudstad. Där finns parlament, presidentpalats (Nationens palats) och andra nationella institutioner. I Kongo-Kinshasas fall är palatset beläget i den nordliga förstaden Gombe.
Den politiske ledaren för staden Kinshasa är guvernören. Sedan juni 2024 har han namnet Daniel Bumba Lubaki.

## Ekonomi och infrastruktur

### Näringsliv
Stadens industri bearbetar huvudsakligen landets råvaror. Större betydelse har till exempel oljeraffinaderier och framställning av cement och svavelsyra. Viktiga produkter är bland annat byggnadsmaterial, papper, däck, skor, kläder, cigaretter, öl och olika livsmedel.
Hela utvecklingen dämpas av den höga inflationen som började under 1990-talet. Dessutom saknas i större omfattning utländsk valuta till inköp av material och verktyg.
I Kinshasa finns ett tjugotal sjukhus samt flera mindre medicinska kliniker. Basketspelaren Dikembe Mutombo från Kinshasa har låtit bygga ett sjukhus med 300 sängar (Biamba Marie Mutombo Hospital) i närheten av hemstaden.
Ett antal större hotellkedjor är representerade i Kinshasa. Bland dessa finns Hilton, Novotel och Radisson.

### Kommunikationer

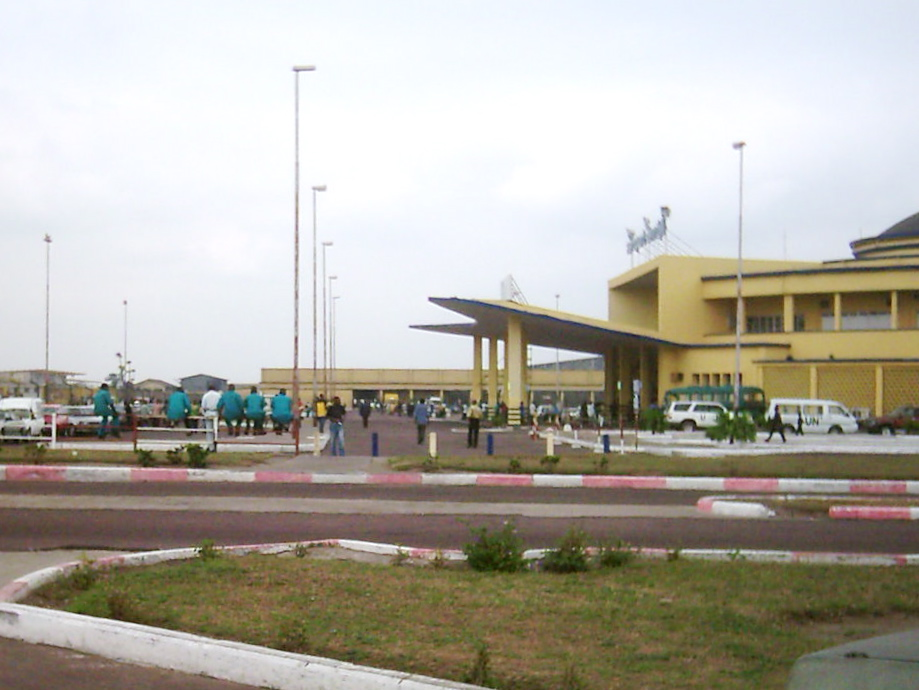
Kinshasas internationella flygplats

Stadens internationella flygplats är Aéroport international de Ndjili som även är säte för tre nationella flygbolag. 2004 startade eller landade 516 345 passagerare på flygplatsen. En del av flygplatsen är uthyrd till FN.
Eftersom många och stora forsar hindrar vidare färd ned till havet är Kinshasa slutstation för fartygstrafiken på Kongofloden. Last och passagerare transporteras därför med tåg, buss eller bil till hamnen i Matadi vid Atlanten. Från Kinshasa går även järnväg till Matadi och Boma.
Kinshasas närtrafik är starkt underutvecklad. All lokaltrafik sker med överfyllda bussar eller privata bilar, men vägnätet är undermåligt. Tunnelbana, pendeltåg eller spårvägstrafik saknas.

## Befolkning
Invånarantalet i staden är i starkt växande. 2023 noterades en officiell siffra som 14,6 miljoner, och en beräkning från World Population Review av invånarantalet 2024 listade cirka 17 miljoner kinois. Den ungefärliga befolkningsökningen årligen noterades där som drygt 700 000 personer, i data som kom från FN:s urbabniseringsdata. Sådana siffror motsvarar stadsbebyggelsen motsvarande tätorten i stadskommunen med förstäder.
År 2050 beräknas antalet invånare i stadsregionen ha växt till 29 miljoner. Afrika genomlever både en stark befolkningsökning och urbanisering, och även ett antal andra afrikanska huvudstäder i tidigare kolonier ökar starkt i invånarantal.

### Språk
Franska är officiellt språk i Demokratiska republiken Kongo, där Kinshasa är huvudstad. Beroende på definition är Kinshasas världens näst största franskspråkiga stad, efter Paris, alternativt den största franskspråkiga staden om andraspråkstalare räknas med. Franska används på gatuskyltar, affischer och television. Även de flesta av stadens tidningar är franskspråkiga.
Därutöver talas även bantuspråket lingala, vilket fungerar som lingua franca i stadsområdet. I landet som helhet är lingala och swahili de största talade kommunikationsspråken, och vissa tecken antyder att franskan är på tillbakagång som talat språk. Allt fler invånare i landet är två- eller trespråkiga; 2021 var dessa 37 respektive 35 procent av befolkningen. I Kinshasa är även de nationella språken kikongo och tshiluba representerade.

## Kultur
Kinshasa är landets kulturcentrum. Här produceras en stor del av landets populärmusik, liksom ett antal dagstidningar och andra tidskrifter. Radio och TV sänder i första hand program på franska, landets officiella språk, men även på lingala och andra lokala språk.
Staden är känd för ett antal bättre restauranger, vid sidan av ett stort antal nattklubbar och biografer.

### Sport

Stade des Martyrs

Stade des Martyrs är Kinshasas största stadion, och rymmer upp till 80 000 åskådare. Den är hemmaarena för fotbollsklubbarna DC Motema Pembe (hittills 11 vunna mästerskap) och AS Vita Club (10 mästerskapstitlar). AS Dragons som hittills vunnit tre nationella mästerskap spelar i Stade Cardinal-Malula (tidigare Stade du 24-novembre).
Stade des Martyrs byggdes 1994 med kinesisk hjälp på samma ställe som där den legendariska Stade Tata Raphaël var belägen. I sistnämnda stadion utkämpades den 30 oktober 1974 en boxningsmatch mellan Muhammad Ali och George Foreman som blev känd som "The Rumble in the Jungle". Matchen organiserades av promotorn Don King och finansierades till största del av diktatorn Mobutu Sese Seko som reklam för Zaire (som landet då hette), och hela Afrika. I samband med matchen genomfördes en musikkonsert med bland annat Miriam Makeba, James Brown, B. B. King, The Spinners och The Crusaders.